# 齐浣
齊浣（670年代—750年），字洗心，定州義豐（今河北省安国市）人，唐代官员。

## 生平
少時以詞學著稱，李嶠稱有王佐之才。20歲中進士，初任蒲州（今山西省境內）司法參軍。景雲二年（711年），中書令姚崇薦為御史。開元年間升任給事中，中書舍人，為玄宗撰寫詔書。开元十二年（724年）出任汴州（今开封县）刺史，“請開汴河下流，自虹縣至淮陰北合於淮”；以有政聲，升为右丞。後因諫事贬为高州良德（今广东高州东北）丞。累迁至常州刺史。开元二十五年（737年），任润州刺史，兼江东道采访处置使。开元末年，因行贿被李林甫劾奏罢官。天宝初年，重新被起用，任员外少詹事。天宝五年（746年）任平阳郡太守，死于任所。肃宗時，赐礼部尚书。

## 子孙
- 齐○，信州刺史
- 齐翱，左龍武倉曹參軍
  - 齐抗，唐德宗宰相
- 齐珝，曾任括州刺史[2]、吏部郎中，官终监察御史、浙西观察判官、知本州军事
  - 齐摠，衢州刺史
  - 齐演，朝散大夫、定州司马
    - 齐荣，成德军节度押衙兼博野镇遏兵马使、银青光禄大夫、检校太子宾客兼殿中侍御史、上柱国、赠忠州刺史
      - 齐志英，银青光禄大夫、检校太子宾客、行金吾卫翊府左郎将、兼御史中丞、上柱国，食邑三百户
        - 齐克信
        - 齐克谏，银青光禄大夫、检校太子宾客、庆州行营五千人马步都虞候，追宥州刺史、上柱国
          - 齐文节

        - 齐克让
        - 齐克侗

      - 齐某，早殁于王事
      - 齐志萼，奉天镇博野军左厢兵马使
        - 齐克标
        - 奉天节度使加同平章事齐克俭
        - 齐克建、齐克邕

      - 齐某，早殁于王事[3][4][5]
- 齐○[6]

## 延伸阅读
[在维基数据编辑]
 《舊唐書/卷190中》，出自刘昫《舊唐書》
 《新唐書·卷128》，出自《新唐書》